# Pleasure Point, New South Wales
Pleasure Point este o suburbie în Sydney, Australia.